# Erling Krogh
Erling Krogh, född 12 september 1888 i Kristiania (nuvarande Oslo), död där 28 oktober 1968, var en norsk operasångare (tenor) och skådespelare. Han var en av Norges främsta operasångare under mellankrigstiden.
Krogh studerade vid Kristianias katedralskola till 1905 och därefter 1905–1909 vid Den Kongelige Kunst- og Haandverkskole. Samtidigt arbetade han som guldsmed och tog sånglektioner för Ellen Schytte-Jacobsen. År 1915 företog han studieresor till Köpenhamn och Paris och 1921 studerade han även för Jean de Reszke i Nice.
Han debuterade 1915 och var från 1918–1921 knuten till Opera Comique. Åren 1922–1923 ledde han Norsk Operaselskap och därefter etablerade han ett eget sällskap som han drev under ett år. Därefter verkade han som solist vid Nordisk Musikkfest i Helsingfors 1932, Oslo 1936 och Köpenhamn 1938. Från 1936 var han verksam som sångpedagog i Oslo. År 1937 medverkade han i Geicha på Det Nye Teater och 1954 i Madame Butterfly på Folketeatret.
Krogh gjorde sin första skivinspelning 1916 och kom därefter att ge ut skivor under 40 år. Han hade en allsidig repertoar bestående av klassiska sånger, arbetarsånger och julsånger.

## Filmografi
- 1927 – Eleganta svindlare